# Capanema (Paraná)
Capanema es un municipio brasileño del estado de Paraná. 
Se localiza a una latitud de 25º40' Sur y a una longitud de 53º48' Oeste, estando a una altitud de 368 metros sobre el nivel del mar. Posee una superficie de 418 km². Su población estimada en el año 2007 era de 18.103 habitantes, residiendo la gran mayoría en la zona urbana. La ciudad se encuentra cerca de la confluencia de los ríos Iguazú y San Antonio, en la frontera con Argentina.

## Historia
Hacia 1950, llegaron los primeros inmigrantes provenientes de los estados de Río Grande do Sul y Santa Catarina, formando un pequeño poblado llamado actualmente Capanema.
El nombre de la ciudad es un homenaje al ingeniero Guilherme Schüch, Barón de Capanema, que participó activamente en la defensa de la tesis de Brasil sobre los territorios en los que se encuentra el municipio, disputados con Argentina en 1885 y que por fallo del presidente de Estados Unidos Stephen Grover Cleveland, fueron adjudicados a Brasil.

## Comunicación
El ejido urbano de Capanema, es atravesado en su casco céntrico por la Ruta Nacional BR-163, la cual la conecta hacia el norte con Capitão Leônidas Marques y hacia el sur con Planalto y con la fronteriza Santo Antônio do Sudoeste. Orientándose de hacia el norte, unos kilómetros después de salir de Capanema, empalma sobre la BR-163 la ruta estatal PR-281, la cual conecta a Capanema con la República Argentina a través del Puente Internacional Comandante Andresito. A 40 km de esta ciudad y en territorio argentino, se encuentra la ciudad homónima a dicho puente.